# Estados Unidos de las Islas Jónicas
Los Estados Unidos de las Islas Jónicas (en griego: Ηνωμένον Κράτος των Ιονίων Νήσων, Inoménon Krátos ton Ioníon Níson; en italiano: Stati Uniti delle Isole Ionie) fue un Estado y protectorado del Reino Unido entre 1815 y 1864, siendo el sucesor de la República de las Islas Jónicas. Estaba localizado al oeste de la actual Grecia, a quien se le cedió como un regalo del Reino Unido al recién entronizado rey Jorge I por el Tratado de Londres, dando así fin al protectorado.

## Historia
Antes de las guerras revolucionarias francesas, las Islas Jónicas habían sido parte de la República de Venecia. Con la disolución de esa organización política en el marco del Tratado de Campo Formio de 1797, fueron anexadas a la República Francesa. Entre 1798 y 1799, los franceses fueron expulsados por una fuerza conjunta ruso-turca. Las fuerzas de ocupación fundaron la República de las Islas Jónicas, que duró desde 1800 hasta 1807.
Las islas Jónicas fueron reanexadas por los franceses por los Tratados de Tilsit. En 1809, el Reino Unido derrotó a la flota francesa en Zakynthos el 2 de octubre, y capturaron Cefalonia, Citera, Ítaca y Zante. Los británicos tomaron Lefkada en abril de 1810. Paxoí y Corfú permanecieron bajo dominio francés hasta 1814.
En el Congreso de Viena se acordó colocar las islas Jónicas bajo "protección" del Reino Unido. Aunque la administración era británica, el Imperio austríaco garantizó tener ante ésta igualdad de estatuto comercial. El acuerdo fue solidificado con la ratificación de la "Constitución Maitland" el 26 de agosto de 1817, que creó una federación de las siete islas, con el teniente general Thomas Maitland su primer "Alto Comisionado de las Islas Jónicas". 
El Imperio otomano aceptó en 1819 el protectorado británico a cambio de la entrega de Parga, tomada por el Reino Unido el 22 de marzo de 1814.
El 29 de marzo de 1864, el Reino Unido, Grecia, Francia, y Rusia firmaron el Tratado de Londres, prometiendo transferir la soberanía sobre las islas a Grecia tras su ratificación, con la intención de reforzar la regencia del recién instalado rey Jorge I de Grecia. Así, el 28 de mayo, por proclamación del Alto Comisionado, las Islas Jónicas se unieron con Grecia. El razonamiento práctico del gobierno inglés fue que el mantenimiento de la propiedad en el área era demasiado caro. Además, las islas no tenían una gran importancia estratégica; el Imperio Británico aún mantendría una presencia estratégica en el Mediterráneo desde la isla de Malta. Esto puede verse como el primer ejemplo de descolonización voluntaria por parte de Gran Bretaña.

## Estados
Como su nombre indica, los Estados Unidos de las Islas Jónicas fueron una federación. Se incluyeron siete Estados insulares:
| Estado      | Capital   | Miembros elegidos |
| ----------- | --------- | ----------------- |
| Corfú       | Corfú     | 7                 |
| Cefalonia   | Argostoli | 7                 |
| Cerigo      | Citera    | 1 o 2             |
| Ítaca       | Vathí     | 1 o 2             |
| Paxoí       | Gáios     | 1 o 2             |
| Santa Maura | Léucade   | 4                 |
| Zante       | Zakynthos | 7                 |

## Gobierno
El gobierno se organizó bajo el liderazgo de un Alto Comisionado, designado por el monarca británico siguiendo el consejo del gobierno británico. En total, diez hombres sirvieron en esta función, incluyendo a William Gladstone como Alto Comisionado Extraordinario.
Las Islas Jónicas tenían una legislatura bicameral, llamada Parlamento de los Estados Unidos de las Islas Jónicas, y estaba compuesta de la Asamblea Legislativa y el Senado.